# Agrochola flavirena
Agrochola flavirena là một loài bướm đêm trong họ Noctuidae.